# Collegio di Edmonton
Edmonton è stato un collegio elettorale situato nella Grande Londra, e rappresentato alla Camera dei comuni del Parlamento del Regno Unito. Eleggeva un membro del parlamento con il sistema first-past-the-post, ossia maggioritario a turno unico; il collegio è stato abolito in occasione della revisione periodica del 2024.

## Estensione

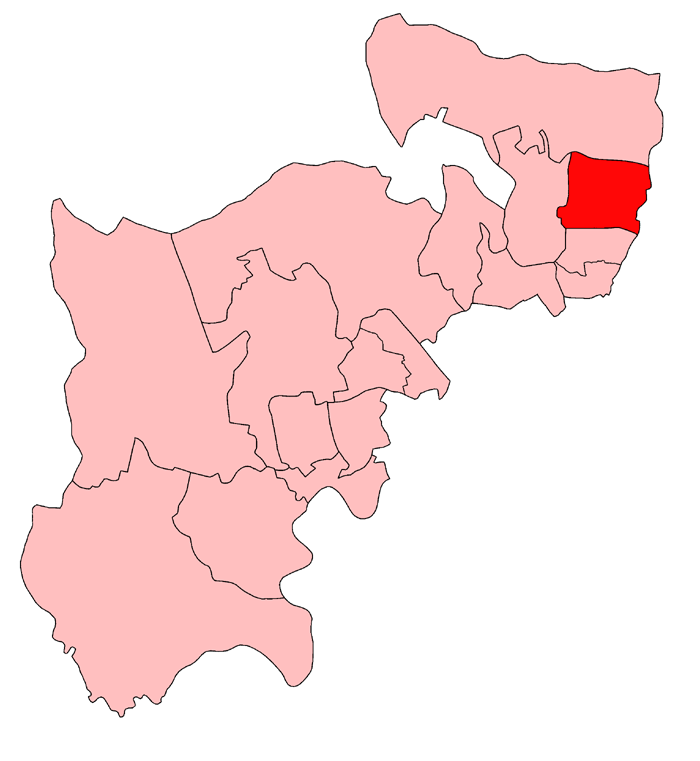
Edmonton nel Middlesex, 1918–50

- 1918–1950: il distretto urbano di Edmonton.
- 1950–1974: il Municipal Borough di Edmonton.
- 1974–1983: i ward del borgo londinese di Enfield di Angel Road, Bush Hill South, Church Street, Craig Park, Jubilee, New Park, Pymmes, St Alphege, St Peter's e Silver Street.
- 1983–2010: i ward del borgo londinese di Enfield  di Angel Road, Craig Park, Huxley, Jubilee, Latymer, Raglan, St Alphege, St Mark's, St Peter's, Village e Weir Hall.
- 2010–2024: i ward del borgo londinese di Enfield di Bush Hill Park, Edmonton Green, Haselbury, Jubilee, Lower Edmonton, Ponders End e Upper Edmonton.

## Membri del parlamento
| Elezione | Elezione    | Deputato         | Partito          |
| -------- | ----------- | ---------------- | ---------------- |
|          | 1918        | Alfred Warren    | Conservatore     |
|          | 1922        | Frank Broad      | Laburista        |
|          | 1931        | John Rutherford  | Conservatore     |
|          | 1935        | Frank Broad      | Laburista Co-Op  |
|          | 1945        | Evan Durbin      | Laburista        |
| 1948 (S) | Austen Albu |                  | Laburista        |
|          | Feb 1974    | Ted Graham       | Laburista Co-Op  |
|          | 1983        | Ian Twinn        | Conservatore     |
|          | 1997        | Andy Love        | Laburista Co-Op  |
| 2015     | Kate Osamor |                  | Laburista Co-Op  |
|          | Kate Osamor | Gen 2024         | Indipendente     |
|          | Kate Osamor | Mag 2024         | Laburista Co-Op  |
|          | 2024        | Collegio abolito | Collegio abolito |

## Elezioni

### Elezioni negli anni 2010
| Partito                    | Partito                                      | Candidato                  | Risultati 12 dicembre 2019 | Risultati 12 dicembre 2019 |
| Partito                    | Partito                                      | Candidato                  | Voti                       | %                          |
| -------------------------- | -------------------------------------------- | -------------------------- | -------------------------- | -------------------------- |
|                            | Laburista Co-Op                              | Kate Osamor                | 26 217                     | 64,99                      |
|                            | Conservatore                                 | James Hockney              | 10 202                     | 25,29                      |
|                            | Lib Dem                                      | David Schmitz              | 2 145                      | 5,32                       |
|                            | Verdi                                        | Benjamin Maydon            | 862                        | 2,14                       |
|                            | Brexit                                       | Sachin Sehgal              | 840                        | 2,08                       |
|                            | Indipendente                                 | Sabriye Warsame            | 75                         | 0,19                       |
|                            |                                              |                            |                            |                            |
| Iscritti                   | Iscritti                                     | Iscritti                   | 65 747                     | 100,00                     |
| ↳ Votanti (% su iscritti)  | ↳ Votanti (% su iscritti)                    | ↳ Votanti (% su iscritti)  | 40 341                     | 61,36                      |
| ↳ Astenuti (% su iscritti) | ↳ Astenuti (% su iscritti)                   | ↳ Astenuti (% su iscritti) | 25 406                     | 38,64                      |
|                            |                                              |                            |                            |                            |
|                            | Esito: collegio confermato a Laburista Co-Op |                            |                            |                            |

| Partito                    | Partito                                      | Candidato                  | Risultati 8 giugno 2017 | Risultati 8 giugno 2017 |
| Partito                    | Partito                                      | Candidato                  | Voti                    | %                       |
| -------------------------- | -------------------------------------------- | -------------------------- | ----------------------- | ----------------------- |
|                            | Laburista Co-Op                              | Kate Osamor                | 31 221                  | 71,48                   |
|                            | Conservatore                                 | Gonul Daniels              | 10 106                  | 23,14                   |
|                            | UKIP                                         | Nigel Sussman              | 860                     | 1,97                    |
|                            | Lib Dem                                      | David Schmitz              | 858                     | 1,96                    |
|                            | Verdi                                        | Benjamin Gill              | 633                     | 1,45                    |
|                            |                                              |                            |                         |                         |
| Iscritti                   | Iscritti                                     | Iscritti                   | 65 777                  | 100,00                  |
| ↳ Votanti (% su iscritti)  | ↳ Votanti (% su iscritti)                    | ↳ Votanti (% su iscritti)  | 43 678                  | 66,40                   |
| ↳ Astenuti (% su iscritti) | ↳ Astenuti (% su iscritti)                   | ↳ Astenuti (% su iscritti) | 22 099                  | 33,60                   |
|                            |                                              |                            |                         |                         |
|                            | Esito: collegio confermato a Laburista Co-Op |                            |                         |                         |

| Partito                    | Partito                                      | Candidato                  | Risultati 7 maggio 2015 | Risultati 7 maggio 2015 |
| Partito                    | Partito                                      | Candidato                  | Voti                    | %                       |
| -------------------------- | -------------------------------------------- | -------------------------- | ----------------------- | ----------------------- |
|                            | Laburista Co-Op                              | Kate Osamor                | 25 388                  | 61,42                   |
|                            | Conservatore                                 | Gonul Daniels              | 9 969                   | 24,12                   |
|                            | UKIP                                         | Neville Watson             | 3 366                   | 8,14                    |
|                            | Verdi                                        | Douglas Coker              | 1 358                   | 3,29                    |
|                            | Lib Dem                                      | David Schmitz              | 897                     | 2,17                    |
|                            | TUSC                                         | Lewis Peacock              | 360                     | 0,87                    |
|                            |                                              |                            |                         |                         |
| Iscritti                   | Iscritti                                     | Iscritti                   | 66 016                  | 100,00                  |
| ↳ Votanti (% su iscritti)  | ↳ Votanti (% su iscritti)                    | ↳ Votanti (% su iscritti)  | 41 338                  | 62,62                   |
| ↳ Astenuti (% su iscritti) | ↳ Astenuti (% su iscritti)                   | ↳ Astenuti (% su iscritti) | 24 678                  | 37,38                   |
|                            |                                              |                            |                         |                         |
|                            | Esito: collegio confermato a Laburista Co-Op |                            |                         |                         |

| Partito                    | Partito                                      | Candidato                  | Risultati 6 maggio 2010 | Risultati 6 maggio 2010 |
| Partito                    | Partito                                      | Candidato                  | Voti                    | %                       |
| -------------------------- | -------------------------------------------- | -------------------------- | ----------------------- | ----------------------- |
|                            | Laburista Co-Op                              | Andy Love                  | 21 655                  | 53,65                   |
|                            | Conservatore                                 | Andrew Charalambous        | 12 052                  | 29,86                   |
|                            | Lib Dem                                      | Iarla Kilbane-Dawe         | 4 252                   | 10,53                   |
|                            | UKIP                                         | Roy Freshwater             | 1 036                   | 2,57                    |
|                            | Verdi                                        | Jack Johnson               | 516                     | 1,28                    |
|                            | Reform 2000                                  | Erol Basarik               | 379                     | 0,94                    |
|                            | Cristiano                                    | Clive Morrison             | 350                     | 0,87                    |
|                            | Indipendente                                 | David McLean               | 127                     | 0,31                    |
|                            |                                              |                            |                         |                         |
| Iscritti                   | Iscritti                                     | Iscritti                   | 63 904                  | 100,00                  |
| ↳ Votanti (% su iscritti)  | ↳ Votanti (% su iscritti)                    | ↳ Votanti (% su iscritti)  | 40 377                  | 63,18                   |
| ↳ Astenuti (% su iscritti) | ↳ Astenuti (% su iscritti)                   | ↳ Astenuti (% su iscritti) | 23 527                  | 36,82                   |
|                            |                                              |                            |                         |                         |
|                            | Esito: collegio confermato a Laburista Co-Op |                            |                         |                         |

### Elezioni negli anni 2000
| Partito                    | Partito                                      | Candidato                  | Risultati 5 maggio 2005 | Risultati 5 maggio 2005 |
| Partito                    | Partito                                      | Candidato                  | Voti                    | %                       |
| -------------------------- | -------------------------------------------- | -------------------------- | ----------------------- | ----------------------- |
|                            | Laburista Co-Op                              | Andy Love                  | 18 456                  | 53,18                   |
|                            | Conservatore                                 | Lionel Zetter              | 10 381                  | 29,91                   |
|                            | Lib Dem                                      | Iarla Kilbane-Dawe         | 4 162                   | 11,99                   |
|                            | Verdi                                        | Nina Armstrong             | 889                     | 2,56                    |
|                            | UKIP                                         | Gwyneth Rolph              | 815                     | 2,35                    |
|                            |                                              |                            |                         |                         |
| Iscritti                   | Iscritti                                     | Iscritti                   | 59 050                  | 100,00                  |
| ↳ Votanti (% su iscritti)  | ↳ Votanti (% su iscritti)                    | ↳ Votanti (% su iscritti)  | 34 703                  | 58,77                   |
| ↳ Astenuti (% su iscritti) | ↳ Astenuti (% su iscritti)                   | ↳ Astenuti (% su iscritti) | 24 347                  | 41,23                   |
|                            |                                              |                            |                         |                         |
|                            | Esito: collegio confermato a Laburista Co-Op |                            |                         |                         |

| Partito                    | Partito                                      | Candidato                  | Risultati 7 giugno 2001 | Risultati 7 giugno 2001 |
| Partito                    | Partito                                      | Candidato                  | Voti                    | %                       |
| -------------------------- | -------------------------------------------- | -------------------------- | ----------------------- | ----------------------- |
|                            | Laburista Co-Op                              | Andy Love                  | 20 481                  | 58,90                   |
|                            | Conservatore                                 | David Burrowes             | 10 709                  | 30,80                   |
|                            | Lib Dem                                      | Douglas Taylor             | 2 438                   | 7,01                    |
|                            | UKIP                                         | Gwyneth Rolph              | 406                     | 1,17                    |
|                            | Reform 2000                                  | Erol Basarik               | 344                     | 0,99                    |
|                            | Alleanza Socialista                          | Howard Medwell             | 296                     | 0,85                    |
|                            | Indipendente                                 | Ram Saxena                 | 100                     | 0,29                    |
|                            |                                              |                            |                         |                         |
| Iscritti                   | Iscritti                                     | Iscritti                   | 61 788                  | 100,00                  |
| ↳ Votanti (% su iscritti)  | ↳ Votanti (% su iscritti)                    | ↳ Votanti (% su iscritti)  | 34 774                  | 56,28                   |
| ↳ Astenuti (% su iscritti) | ↳ Astenuti (% su iscritti)                   | ↳ Astenuti (% su iscritti) | 27 014                  | 43,72                   |
|                            |                                              |                            |                         |                         |
|                            | Esito: collegio confermato a Laburista Co-Op |                            |                         |                         |

## Risultati dei referendum

### Referendum sulla permanenza del Regno Unito nell'Unione europea del 2016
|  | Collegio    | Lasciare UE % | Rimanere in UE % |
|  | ----------- | ------------- | ---------------- |
|  | Edmonton    | 45,5%         | 54,5%            |
|  | Inghilterra | 53,3%         | 46,7%            |
|  | Regno Unito | 51,9%         | 48,1%            |